# لاوور
لاوور (به فرانسوی: Lavours) یک کمون در فرانسه است که در Canton of Belley واقع شده‌است.

## خصوصیات
لاوور ۶٫۳۰ کیلومترمربع مساحت و ۱۳۰ نفر جمعیت دارد و ۲۳۲ متر بالاتر از سطح دریا واقع شده‌است.